# Roca Ara
La roca Ara o Ara Rock es un monolito ubicado en la localidad de Ara en el estado de Nasarawa (Nigeria). La roca se encuentra cerca del Territorio Capital Federal de Abuya, capital del país; a unos 12 kilómetros de la ciudad de Nasarawa y a aproximadamente 220 kilómetros de la ciudad de Lafia, capital del estado de Nasarawa.
Este monolito sobresale con respecto a las llanuras circundantes 120 m. Es un atractivo turístico notable de la ciudad de Ara. En las cercanías se realizan festivales y manifestaciones culturales por parte de los pobladores locales.